# NBA-Draft 2003
Der NBA-Draft 2003 wurde am 26. Juni 2003 in New York City durchgeführt. In zwei Runden wurden jeweils 29 Spieler von NBA-Teams ausgewählt.
An erster Stelle wurde der von der High School kommende LeBron James von den Cleveland Cavaliers ausgewählt.
Der 2003er Draft gilt als einer der stärksten der NBA-Geschichte. Er wurde mit dem legendären Jahrgang 1984 verglichen (unter anderem mit Michael Jordan, Hakeem Olajuwon, Charles Barkley und John Stockton).
2010 schlossen sich LeBron James und Chris Bosh den Miami Heat an, wo schon Dwyane Wade spielte. Gemeinsam gewannen sie 2012 und 2013 die NBA-Meisterschaft.

## Runde 1
|  | = All-Star     |
|  | = Hall of Fame |

| Pick | Spieler                 | Nationalität                   | NBA-Team                                                       | vorheriges Team/College                          |
| ---- | ----------------------- | ------------------------------ | -------------------------------------------------------------- | ------------------------------------------------ |
| 1    | LeBron James (SF)       | Vereinigte Staaten             | Cleveland Cavaliers                                            | St. Mary-St. Vincent High School (Akron, Ohio)   |
| 2    | Darko Miličić (C)       | Serbien und Montenegro         | Detroit Pistons (von Memphis Grizzlies)                        | Hemofarm Vršac (Serbien-Montenegro)              |
| 3    | Carmelo Anthony (SF)    | Vereinigte Staaten             | Denver Nuggets                                                 | Syracuse University                              |
| 4    | Chris Bosh (PF)         | Vereinigte Staaten             | Toronto Raptors                                                | Georgia Institute of Technology                  |
| 5    | Dwyane Wade (SG)        | Vereinigte Staaten             | Miami Heat                                                     | Marquette University                             |
| 6    | Chris Kaman (C)         | Vereinigte Staaten Deutschland | Los Angeles Clippers                                           | Central Michigan University                      |
| 7    | Kirk Hinrich (PG)       | Vereinigte Staaten             | Chicago Bulls                                                  | University of Kansas                             |
| 8    | T. J. Ford (PG)         | Vereinigte Staaten             | Milwaukee Bucks (von Atlanta)                                  | University of Texas at Austin                    |
| 9    | Michael Sweetney (PF)   | Vereinigte Staaten             | New York Knicks                                                | Georgetown Hoyas                                 |
| 10   | Jarvis Hayes (SF)       | Vereinigte Staaten Katar       | Washington Wizards                                             | University of Georgia                            |
| 11   | Mickaël Piétrus (SF/SG) | Frankreich                     | Golden State Warriors                                          | Élan Béarnais Pau-Orthez (Frankreich)            |
| 12   | Nick Collison (PF)      | Vereinigte Staaten             | Seattle SuperSonics                                            | University of Kansas                             |
| 13   | Marcus Banks (PG)       | Vereinigte Staaten             | Memphis Grizzlies (von Houston Rockets, nach Boston getradet)  | University of Nevada, Las Vegas                  |
| 14   | Luke Ridnour (PG)       | Vereinigte Staaten             | Seattle SuperSonics (von Milwaukee Bucks)                      | University of Oregon                             |
| 15   | Reece Gaines (F/G)      | Vereinigte Staaten             | Orlando Magic                                                  | University of Louisville                         |
| 16   | Troy Bell (PG)          | Vereinigte Staaten             | Boston Celtics (nach Memphis getradet)                         | Boston College                                   |
| 17   | Zarko Cabarkapa (SF)    | Serbien und Montenegro         | Phoenix Suns                                                   | KK Budućnost Podgorica (Montenegro)              |
| 18   | David West (PF)         | Vereinigte Staaten             | New Orleans Hornets                                            | Xavier University of Cincinnati                  |
| 19   | Saša Pavlović (F/G)     | Serbien und Montenegro         | Utah Jazz                                                      | KK Budućnost Podgorica (Montenegro)              |
| 20   | Dahntay Jones (SG)      | Vereinigte Staaten             | Boston Celtics (von Philadelphia 76ers, nach Memphis getradet) | Duke University                                  |
| 21   | Boris Diaw (PF)         | Frankreich                     | Atlanta Hawks (von Indiana Pacers)                             | Élan Béarnais Pau-Orthez (Frankreich)            |
| 22   | Zoran Planinić (G/F)    | Kroatien                       | New Jersey Nets                                                | Cibona Zagreb (Kroatien)                         |
| 23   | Travis Outlaw (SF)      | Vereinigte Staaten             | Portland Trail Blazers                                         | Starkville High School (Starkville, Mississippi) |
| 24   | Brian Cook (PF)         | Vereinigte Staaten             | Los Angeles Lakers                                             | University of Illinois at Urbana-Champaign       |
| 25   | Carlos Delfino (SF/SG)  | Argentinien                    | Detroit Pistons                                                | Fortitudo Bologna (Italien)                      |
| 26   | Ndudi Ebi (SF)          | England Nigeria                | Minnesota Timberwolves                                         | Westbury Christian High School (Houston, Texas)  |
| 27   | Kendrick Perkins (C)    | Vereinigte Staaten             | Memphis Grizzlies (von Sacramento Kings, nach Boston getradet) | Ozen High School (Beaumont, Texas)               |
| 28   | Leandro Barbosa (SG)    | Brasilien                      | San Antonio Spurs (nach Phoenix getradet)                      | Bauru Tilibra (Brasilien)                        |
| 29   | Josh Howard (SF)        | Vereinigte Staaten             | Dallas Mavericks                                               | Wake Forest University                           |

## Runde 2
| Pick | Spieler                    | Nationalität            | NBA Team                                 | vorheriges Team/College                                  |
| ---- | -------------------------- | ----------------------- | ---------------------------------------- | -------------------------------------------------------- |
| 30   | Maciej Lampe (PF)          | Polen                   | New York Knicks (von Denver Nuggets)     | Real Madrid (Spanien)                                    |
| 31   | Jason Kapono (F/G)         | Vereinigte Staaten      | Cleveland Cavaliers                      | University of California, Los Angeles                    |
| 32   | Luke Walton (SF)           | Vereinigte Staaten      | Los Angeles Lakers (von Toronto Raptors) | University of Arizona                                    |
| 33   | Jerome Beasley (PF)        | Vereinigte Staaten      | Miami Heat                               | University of North Dakota                               |
| 34   | Sofoklis Schortsanitis (C) | Griechenland            | Los Angeles Clippers                     | Iraklis Saloniki (Griechenland)                          |
| 35   | Szymon Szewczyk (PF)       | Polen                   | Milwaukee Bucks (von Memphis Grizzlies)  | TXU Energie Braunschweig (Deutschland)                   |
| 36   | Mario Austin (PF)          | Vereinigte Staaten      | Chicago Bulls                            | Mississippi State University                             |
| 37   | Travis Hansen (SG)         | Vereinigte Staaten      | Atlanta Hawks                            | Brigham Young University                                 |
| 38   | Steve Blake (PG)           | Vereinigte Staaten      | Washington Wizards                       | University of Maryland, College Park                     |
| 39   | Slavko Vranes (C)          | Serbien und Montenegro  | New York Knicks                          | KK Budućnost Podgorica (Montenegro)                      |
| 40   | Derrick Zimmerman (PG)     | Vereinigte Staaten      | Golden State Warriors                    | Mississippi State University                             |
| 41   | Willie Green (SG)          | Vereinigte Staaten      | Seattle SuperSonics                      | University of Detroit Mercy                              |
| 42   | Zaza Pachulia (PF)         | Georgien                | Orlando Magic                            | Fenerbahçe Ülker (Türkei)                                |
| 43   | Keith Bogans (SG)          | Vereinigte Staaten      | Milwaukee Bucks                          | University of Kentucky                                   |
| 44   | Malick Badiane (PF)        | Senegal                 | Houston Rockets                          | TV Langen (Deutschland)                                  |
| 45   | Matt Bonner (F)            | Vereinigte Staaten      | Chicago Bulls (von Phoenix Suns)         | University of Florida                                    |
| 46   | Sani Bečirovič (SG)        | Slowenien               | Denver Nuggets (von Boston Celtics)      | Virtus Bologna (Italien)                                 |
| 47   | Mo Williams (PG)           | Vereinigte Staaten      | Utah Jazz                                | University of Alabama                                    |
| 48   | James Lang (C)             | Vereinigte Staaten      | New Orleans Hornets                      | Central Park Christian High School (Birmingham, Alabama) |
| 49   | James Jones (SF)           | Vereinigte Staaten      | Indiana Pacers                           | University of Miami                                      |
| 50   | Paccelis Morlende (PG)     | Frankreich              | Philadelphia 76ers                       | JDA Dijon (Frankreich)                                   |
| 51   | Kyle Korver (SF)           | Vereinigte Staaten      | New Jersey Nets                          | Creighton University                                     |
| 52   | Remon van de Hare (C)      | Niederlande             | Toronto Raptors (von Los Angeles Lakers) | Spanien                                                  |
| 53   | Tommy Smith (PF)           | Vereinigte Staaten      | Chicago Bulls (von Detroit Pistons)      | Arizona State University                                 |
| 54   | Nedžad Sinanović (C)       | Bosnien und Herzegowina | Portland Trail Blazers                   | Bosnien-Herzegowina                                      |
| 55   | Rick Rickert (PF)          | Vereinigte Staaten      | Minnesota Timberwolves                   | University of Minnesota                                  |
| 56   | Brandon Hunter (PF)        | Vereinigte Staaten      | Boston Celtics (von Sacramento Kings)    | Ohio University                                          |
| 57   | Xue Yuyang (C)             | Volksrepublik China     | Dallas Mavericks                         | Hong Kong Flying Dragons (Hong Kong)                     |
| 58   | Andreas Glyniadakis (C)    | Griechenland            | Detroit Pistons (von San Antonio Spurs)  | Griechenland                                             |

## Ungedraftete Spieler
- José Calderón, (PG,  Spanien) TAU Cerámica
- Matt Carroll (SF,  Vereinigte Staaten), University of Notre Dame
- Marquis Daniels (SG/SF,  Vereinigte Staaten), Auburn University
- Ronald Dupree (SF,  Vereinigte Staaten), Louisiana State University
- Quinton Ross (SG,  Vereinigte Staaten), Southern Methodist University
- Hollis Price (PG,  Vereinigte Staaten), University of Oklahoma, 2003 NCAA Men’s Basketball All-Americans Second Team
- Jason Gardner (PG,  Vereinigte Staaten), University of Arizona, 2003 NCAA Men’s Basketball All-Americans Second Team
- Henry Domercant (SG,  Vereinigte Staaten), Eastern Illinois University, 2002 & 2003 jeweils Zweiter bei den NCAA Season Scoring Leaders[3]